# Pod system
Um pod system é um mini vape ou vaporizador, que possui um cartucho pré-carregado, ou de cartuchos que você pode encher com juices de nic salt.
A importação, fabricação, armazenamento, propaganda, transporte, comercialização e uso de pods são proibidos no Brasil desde 2009.
Este cartucho se encaixa em uma pequena bateria que alimenta o dispositivo. Os pod systems também são referidos como pod system kit ou pods vapes e é uma alternativa ao cigarro tradicional.
Alguns são automáticos (basta puxar o ar) e outros você deve segurar botão para acionar.
'Pod system kit aberto': também são conhecidos como vapes de sistema aberto. Eles têm cartuchos vazios que são recarregados manualmente pelo usuário de tabaco. Eles permitem que o usuário explore e use uma ampla variedade de sabores.
Pod system kit fechado – Pré-carregado
essas cápsulas são chamadas pods ou sistema fechado, porque não permitem que o usuário reabasteça o juice sem improvisos ou violar a capsula original. Suas cápsulas vêm com juice pré-carregado do fabricante.
Os juices pré-carregados são vantajosos para os usuários até certo ponto, você não precisa se preocupar com a escolha de sabores e o reabastecimento do pods com juice, especialmente se você é novo no vaping.
No lado negativo, os sabores são limitados. (Governo Trump fechou a entrada e fabricação de sabores fora do padrão Tabacco e Menthol). Além disso, uma vez que juice da capsula acabe, você precisará comprar um substituto do mesmo fabricante.
Pod system vape
Além da capsula, o restante do dispositivo é relativamente semelhante ao cigarro eletrônico padrão. A capacidade da bateria da maioria dos pod system vape é de 300mAh. Alguns fabricantes, no entanto, criam pod system com maior capacidade de bateria e de tanques.